# Баклунд, Микаэль
Микаэль Баклунд (швед. Mikael Backlund; 17 марта 1989 года, Вестерос, Швеция) — шведский хоккеист, центральный/левый нападающий и капитан клуба НХЛ «Калгари Флэймз». Чемпион мира 2018 года в составе сборной Швеции.
Воспитанник хоккейной школы ХК «Вестерос». Выступал за ХК «Вестерос», «Калгари Флэймз», «Келоуна Рокетс» (ЗХЛ), «Абботсфорд Хит» (АХЛ).
30 октября 2024 года сыграл свой 1000-й матч в регулярных сезонах НХЛ, все — в составе «Калгари Флэймз». В этих матчах Баклунд набрал 536 очков (202+334).
В составе сборной Швеции участник чемпионатов мира 2010, 2011, 2014, 2016 и 2018 (всего 43 матча и 27 очков). В составе молодёжной сборной Швеции участник чемпионатов мира 2008 и 2009. В составе юниорской сборной Швеции участник чемпионатов мира 2006 и 2007.
Достижения
- Серебряный призёр чемпионата мира (2011), бронзовый призёр (2010, 2014)
- Серебряный призёр молодежного чемпионата мира (2008, 2009)
- Бронзовый призёр юниорского чемпионата мира (2007).
- Чемпион мира 2018.

## Личная жизнь
Баклунд благотворительно действует как в Калгари, так и в Швеции. В Калгари он является представителем как Специальной Олимпиады, так и Детского фонда по лечению рака. С 2013 года он пожертвовал 150 долларов на благотворительность последнего за каждое записанное им очко в НХЛ. Он также перечислил ALS Society of Alberta has his charity of choice, и в партнерстве с KPMG жертвует 200 долларов за каждый заработанный балл. В Швеции Баклунд принял участие в велогонке Ride for Hope и собрал 27 000 долларов на благотворительность. The Flames признали его благотворительные усилия, назвав его получателем премии Ralph T. Scurfield Гуманитарной Премии.
Баклунд женился на Фриде Энгстрем в Швеции 11 августа 2018 года.

## Ссылка
- Профиль на Eliteprospects (англ.)